# Grammaire cognitive
La grammaire cognitive (en anglais : cognitive grammar) constitue une approche cognitive du langage, développée depuis 1976 par Ronald Langacker. Celui-ci en a présenté les principes dans son ouvrage en deux volumes, Foundations of Cognitive Grammar, devenu un point de départ dans le domaine émergent de la linguistique cognitive.

## Présentation générale
Les points marquants de la théorie de la Grammaire Cognitive (GC) récapitulés ci-après sont résumés à partir de Cognitive Grammar: A Basic Introduction (voir section Bibliographie).

### Objectifs, définition du champ d'étude
La GC se présente comme une théorie détaillée, complète et cohérente de la structure du langage, de surcroît naturelle intuitivement, plausible psychologiquement, et vérifiable empiriquement. Langacker reconnaît que le point de vue de la GC n'est pas standard ou « orthodoxe » par rapport aux théories dominantes ; il s'agit d'une approche fonctionnelle, qui se distingue de l’approche formelle (du type générativiste) du fait qu’elle cherche à expliquer la syntaxe en faisant référence à la sémantique, et non seulement par des règles abstraites.
Bien que la GC ait pour objet le langage comme capacité du cerveau humain, elle s'intéresse à l'aspect phénoménologique plutôt qu'au processus cérébral lui-même, qui relève des neurosciences. Cependant, elle s'efforce de tenir compte des découvertes des neurosciences, et d'expliquer le langage comme associé à l'ensemble des capacités cognitives humaines.

### Thèses principales
On considère les langues naturelles comme consistant uniquement d'unités sémantiques, phonologiques et symboliques (ces dernières consistant dans la mise en relation conventionnelle d'unités phonologiques et sémantiques). De même que les grammaires de construction, et à l'encontre d'un grand nombre de théories linguistiques appartenant au courant dominant, la grammaire cognitive étend la notion d'unités symboliques à la grammaire des langues. Langacker suggère en outre que les structures linguistiques sont motivées par des processus cognitifs généraux. Dans la formulation de cette théorie, il invoque fréquemment des principes de la psychologie de la forme (gestalt) et établit des analogies entre la structure linguistique et certains aspects de la perception visuelle.
La GC affirme que la grammaire ne constitue pas un système formel ou un module autonome : elle représente une facette de la cognition en général et est porteuse de sens. Il n'y aurait pas de frontière rigoureuse entre le lexique et la grammaire et/ou la morphologie, mais plutôt une gradation ; de surcroit, il existerait un niveau intermédiaire (illustré par les racines sémitiques, les affixes, les expressions idiomatiques, etc.) D'une manière générale, Langacker donne la préférence aux conceptions continues ou prototypiques sur la décomposition en unités discrètes. Il considère que l'aspect discret des distinctions a été imposé par commodité par les linguistes plutôt qu'il ne reflète une réalité.
En recourant à un niveau d'abstraction (de « schématicité ») élevé, la GC vise à unifier la prise en compte d'aspects du langage habituellement traités séparément par d'autres théories.

### Limites
La GC entend se limiter aux faits de langue effectivement rencontrés, et aux abstractions et aux catégorisations qu'il est possible d'en inférer directement. C'est ce que Langacker appelle « l'exigence de contenu » (content requirement) qui permet de « garder les pieds sur terre ».
Il a été reproché à la GC de « ne pas faire de prédictions ». Langacker soutient que, si presque tout en linguistique est motivé, la prédictibilité ne peut toutefois être que probabiliste, et non absolue.

### Outils et méthodes
La GC se veut une démarche rigoureuse et argumentée. Elle s'appuie notamment sur :
- une recherche de convergence entre les acquis concernant la cognition en général (exemple : cas de la vision), et les concepts dont le besoin émerge à partir des descriptions sémantiques et la réalité grammaticale constatée ;
- l'intuition des locuteurs natifs ;
- l'analyse linguistique croisée (multilingue)[2], synchronique et diachronique.

La GC fait davantage usage de schémas intuitifs que de formules symboliques. Ces schémas illustrent trois types de notions fondamentales : des concepts minimaux de domaines particuliers de l'expérience ; des concepts configurationnels plus abstraits ; des archétypes conceptuels, beaucoup plus concrets. La GC n’affirme pas que le sens est entièrement basé sur l’espace ou la perception visuelle, mais considère la métaphore visuelle comme pratique et parlante.

## Idées principales

### Le langage
La conception commune du langage est influencée par des métaphores qui ont leurs limites, comme celle de l'expression vue comme un contenant dont le sens constituerait le contenu, ou celle de l’acquisition d'une langue comme s'il s'agissait d'une collection d'objets d'art. En fait, le langage représente une activité complexe, à la fois cognitive et socioculturelle par nature. Il n'existe pas deux personnes parlant exactement la même langue (chacune a son idiolecte), mais les interlocuteurs utilisant des systèmes suffisamment proches s'adaptent les uns aux autres sans difficulté. Les individus tendent à s'organiser en communautés linguistiques, de taille variable, dont les membres estiment parler la même langue et qui se perpétuent. Un système linguistique peut aussi être vu comme un vaste éventail de compétences (skills), entretenues et développées tout au long de la vie au travers de l'interaction sociale.

### Le sens
Le sens est identifié à la conceptualisation (processus cognitif dynamique, pourvu d'une dimension temporelle), et non aux concepts (statiques). Il est avant tout individuel, même s'il s'est développé au travers d'interactions sociales. Il ne peut pas se limiter à une définition de dictionnaire. Basé sur la réalité physique, il comporte un aspect intellectuel, mais aussi sensoriel, moteur, émotionnel ; il s'inscrit dans un contexte physique, linguistique, social, culturel. Le sens d’une expression dépend d’un substrat conceptuel et d’une interprétation (construal) parmi toutes celles qui seraient possibles ; il se construit au sein de l'espace courant du discours (current discourse space, CDS), qui contient l'ensemble de tout ce qui est présumé partagé par le locuteur et le destinataire à un moment donné. Les capacités imaginatives (exemple : métaphores, entités virtuelles) entrent également en jeu, ainsi que les constructions mentales. Il n'y a pas de frontière nette entre sémantique et pragmatique (même si certains éléments extrêmes relèvent sans conteste de l'une ou de l'autre).
Les éléments lexicaux sont polysémiques. La compréhension du sens d'une expression fait appel à une série de « domaines » cognitifs, plus ou moins fondamentaux (basic). Un domaine est défini comme « toute espèce de conception ou champ d’expérience » ; parmi les domaines fondamentaux, on peut citer l'espace, le temps, la perception de couleur, de température, de goût, d'odeur, etc.. L'ensemble des domaines invoqués par une expression, et de leurs relations internes, est appelée une « matrice » (matrix) conceptuelle. Les domaines concernés par une expression peuvent se chevaucher ou s'inclure les uns les autres ; certains ont une plus grande probabilité d'être invoqués que d'autres. À la limite, un lexème pourrait peut-être n'être jamais utilisé deux fois avec exactement la même signification.
Un assemblage symbolique comprend trois paramètres principaux : sa complexité symbolique, son degré de spécificité/généralité, et son statut dans la communauté linguistique, soit le degré d’originalité/conventionnalité. Le lexique et la grammaire possèdent un statut élevé de conventionnalité. Un morphème est une expression dont la complexité symbolique est égale à zéro, puisqu'il n'est pas décomposable.

### L'interprétation
Le sens d'une expression ne se limite pas à son contenu conceptuel : il est également dépendant de l'interprétation (construal). Le langage oblige à sélectionner une interprétation parmi toutes celles qui seraient possibles. Ainsi, l’interprétation d’une scène fait appel à :
- la spécificité (niveau de détail, de précision). Synonymes : granularité, résolution ; antonyme en anglais : schematicity ;
- la focalisation (ce qu’on choisit de regarder). Cette notion recouvre la faculté de sélection ; elle peut s'inscrire dans le schéma cognitif général figure/fond. Langacker regroupe également ici les notions de composition et de portée (scope), en distinguant entre portée maximale et portée immédiate (ainsi, un coude s'inscrit dans la portée immédiate du bras, et dans la portée maximale du corps humain) ;
- la saillance (ou proéminence : éléments auxquels on apporte le plus d’attention) : notions de profilage (profiling)[5] et d'alignement trajecteur/repère (trajector/landmark, TR/LM) ;
- la perspective (point de vue du locuteur) : notions de point de vue, intervention de la dimension temporelle.

Langacker insiste sur des notions telles que le « balayage mental » (mental scanning), qui permet d'expliquer la différence entre des phrases telles que celles qui suivent (et qui décrivent en l'occurrence une situation objectivement statique) :
La colline s'élève doucement depuis la rive du fleuve.
La colline s'abaisse doucement jusqu'à la rive du fleuve.
et en particulier sur la relation basée sur un « point de référence », qui permet de focaliser successivement sur ce point, puis sur la cible finale. ex. :
Tu vois ce bateau là-bas sur le lac ? Il y a un canard qui nage juste à sa droite.
Tu te rappelles ce médecin qu'on avait rencontré à la soirée ? Sa femme vient de demander le divorce.

### Conceptualisation des classes grammaticales
D'après la thèse de Langacker, il est possible (au rebours de la conception généralement admise) de trouver une justification conceptuelle aux classes grammaticales, tout au moins pour celles qui semblent à peu près universelles ; essentiellement celles du nom et du verbe, du sujet et de l'objet. Il considère que chacune de ces classes possède un prototype ; pour le nom le prototype est un objet physique, et pour le verbe c'est un procès impliquant des participants dans le cadre de la dynamique des forces. Cependant, la justification ne doit pas concerner que le prototype, mais relever d'un niveau d'abstraction supérieur pour s'appliquer à l'ensemble de la classe. Cette thèse s'oppose diamétralement à l'objectivisme, car elle s'attache à la manière dont un concept est envisagé et interprété, et non à une éventuelle objectivité de la réalité en soi.
Les archétypes respectifs du nom et du verbe sont en opposition polaire. Le premier s'inscrit dans l'espace et est conceptuellement autonome (on peut le conceptualiser indépendamment de toute implication dans un évènement), le second s'inscrit dans le temps et est conceptuellement dépendant.

#### La classe du nom

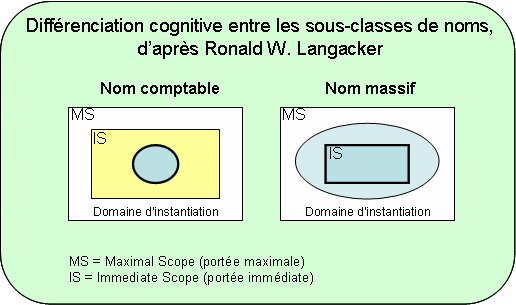
Les deux sous-classes de noms.

Si le prototype du nom est un objet physique unique et délimité, Langacker montre que des ensembles organisés d'objets (ex. : un archipel, un orchestre, un lexique) peuvent être ramenés au même cas par les opérations mentales de groupement et de réification. Il appelle « chose » (thing) le concept qui subsume les différents types de concepts regroupés dans la classe grammaticale des noms. Ce concept, très général, n'exige par exemple pas la notion de limites, ce qui explique que les substances peuvent être classées avec les objets discrets (il s'agit de deux sous-classes : les noms massifs et les noms comptables). Le concept de « nom » est holistique, puisque l'objet est considéré dans son ensemble, au niveau de sa portée immédiate.
La notion de « délimitation » (bounding) qui permet de définir les noms comptables peut s'appuyer cognitivement sur le contraste avec l'environnement (cas d'une planche de bois), sur la configuration interne de l'objet (cas d'une bicyclette), ou sur la fonctionnalité (cas des parties d'une batte de baseball), ces méthodes n'étant pas exclusives. La délimitation peut être floue, virtuelle (limite supérieure du volume d'une tasse) ou conventionnelle (frontière politique). Les caractéristiques cognitives d'un nom massif seraient l'homogénéité, la « contractibilité » (toute portion d'une masse constitue une masse de même type) et la propriété inverse d'« expansibilité ». Cette dernière contraste avec la « réplicabilité » des noms comptables, opposition linguistique illustrée en anglais par more / another :
- « more flour » (davantage de farine)
- « another bowl » (un bol de plus, encore un bol)

Le « domaine d'instanciation » est le domaine privilégié associé à une expression, et la base de sa conceptualisation. Langacker propose la notion d'« espace qualitatif » (« quality space ») pour expliquer des tournures telles que un/des vin(s) blanc(s), où un nom habituellement massif (« vin ») est utilisé comme un nom comptable, mais avec le sens de sorte de ou qualité de. Les champs de la couleur et de l'émotion constituent d'autres exemples d'espaces qualitatifs.

#### La classe du verbe
La possibilité de concevoir la notion générale de verbe découle de notre capacité, d'une part à appréhender des relations, d'autre part à suivre ces relations dans le temps. Les relations atemporelles (équivalent d'une photo) sont dites « simplexes » (simplex), celles qui se composent de multiples relations successives au cours d'une étendue de temps (équivalent d'un film) sont dites « complexes ». La conception d'un évènement peut se faire par « balayage séquentiel » (sequential scanning), mais on peut aussi l'appréhender comme une globalité, par exemple lorsqu'on visualise en une fois la totalité de la trajectoire d'un objet dans l'espace. Une relation complexe est un « procès » lorsqu'elle fait l'objet d'un balayage séquentiel : c'est le procès qui est à la base du concept verbal.
Langacker insiste sur la distinction entre le temps « conçu » (conceived time) et le « temps de traitement » mental (processing time), qui peuvent ne pas correspondre.
La classe du verbe présente également deux sous-classes : les perfectifs et les imperfectifs, qui présentent une distinction similaire à celle qui existe entre noms massifs et noms comptables (délimitation ou non du procès dans le champ de portée immédiate, homogénéité ou non). Certains lemmes verbaux peuvent s'employer dans l'un ou l'autre sens, comme recouvrir en français.

#### Les classes d'expressions relationnelles
Il existe des expressions évoquant des relations non liées à un procès ; elles correspondent aux catégories traditionnelles des prépositions, adjectifs, adverbes, infinitifs et participes. Langacker analyse ces relations en termes de trajecteur et de repère : le trajecteur est l'élément sur lequel porte la focalisation primaire, le repère (lorsqu'il est présent), la focalisation secondaire. Un adjectif tel que joli ou grand ne comporte qu'un « participant focal », car il contient sémantiquement à la fois la propriété concernée et la position scalaire. Un participant focal peut être lui-même une relation.
Les adjectifs et les adverbes diffèrent des prépositions en ce qu'ils ont un participant focal unique (le trajecteur) ; ils diffèrent entre eux de par la nature de ce trajecteur (un nom pour les adjectifs, une relation pour les adverbes). Les prépositions « complexes » sont celles qui, comme into en anglais, incorporent une idée d'évolution dans le temps, mais sans focalisation sur le procès (contrairement aux verbes tels que enter). Les participes et les infinitifs ont pour effet de détemporaliser le procès. Finalement, les frontières entre ces catégories grammaticales semblent moins tranchées que ne le voudrait la tradition.

### Les constructions
Par « constructions », Langacker entend à la fois les expressions et les modèles (patterns) permettant de produire des expressions complexes. Ce sont des assemblages symboliques de structures symboliques (c'est-à-dire de couples structure sémantique + phonologique, donc bipolaires), qui ressortent du continuum lexico-grammatical. L'intégration de deux structures composantes produit, par composition, une nouvelle structure composite (qui peut elle-même s'intégrer dans une structure plus complexe, etc.) Toutefois le sens de cette dernière n'équivaut pas simplement à la somme de ses composants, il y a émergence de traits nouveaux. L'ensemble du composant et des composés forment un « assemblage » (assembly), parce qu'ils sont liés entre eux par des correspondances et des relations de catégorisation (un « couvercle de pot » est une sorte de couvercle, et non de pot). Le terme d'assemblage évite une mauvaise interprétation possible de « construction », qui évoquerait un simple empilage de blocs.
Ce sont les modèles (patterns) qui aident à interpréter correctement une expression telle que jar lid factory ou toothpaste tube (« usine de couvercles de pots » et « tube de pâte dentifrice » en anglais), en tenant compte de l'ordre des termes, différent d'ailleurs en anglais et en français. Les modèles, joints à la sémantique des éléments composants, ne permettent toutefois pas à eux seuls l'interprétation : il est nécessaire de disposer en sus de connaissances générales, d'une appréhension du contexte, et de capacités imaginatives (métaphore, métonymie, fictivité, espaces mentaux mixtes). Par ailleurs, les modèles ne mettent pas en œuvre uniquement des règles de composition (ex : picnic + –s → picnics, mais aussi de transformation (ex : sit → sat).
Il existe des structures unipolaires, c'est-à-dire uniquement, soit sémantiques (ex : relation immédiate d'une partie à un tout), soit phonologiques (ex: syllabe sans signification particulière) ; mais c'est par la prise en compte de structures bipolaires qu'on peut expliquer des anomalies apparentes telles que : The king of Denmark’s castle (« le château du roi de Danemark », où le –’s du génitif semble être appliqué à tort au mot Denmark).
Les constructions sont caractérisées par 4 facteurs fondamentaux :
- les correspondances, qui indiquent comment composants et structures composées s'adaptent les uns aux autres pour former des assemblages cohérents
- le profilage (le « déterminant de profil » est l'élément composant qui « lègue » son profil au composé, lequel en « hérite »)
- l'élaboration (relations de catégorisation entre structures composantes)
- la structuration hiérarchique (constituency), habituellement représentée par un arbre inversé (Langacker rejette la conception purement grammaticale de cette structuration).

### Les règles
Plutôt que d'envisager des règles de production, ou de réécriture, ou encore des filtres destinés à prohiber les expressions mal formées, la GC propose des schémas, extrapolés à partir des faits de langue récurrents constatés. Positifs par nature, ceux-ci constitueraient des sortes d'attracteurs, qui détourneraient de fait le locuteur d'utiliser des expressions mal formées. Ces schémas, qui se regroupent en réseaux de schémas, varient d'une langue à l'autre, et au cours de l'histoire d'une même langue.
Les règles d'usage des lexèmes ne sont normalement pas acquises après le lexème : elles forment un aspect inhérent à son acquisition. Les lexèmes ne sont pas indépendants des cadres d'utilisation (ils ne sont pas simplement insérés dans des structures syntaxiques).
La notion de régularité n'est pas réservée à la syntaxe, mais concerne aussi le lexique. Elle comporte trois facteurs distincts : la généralité (associée au niveau d'abstraction), la productivité, et la compositionnalité (la GC considérant que la sémantique n'est que partiellement compositionnelle, donc prédictible, à partir des composants).

## Les structures

### Le «grounding»

#### La notion de grounding
Ce terme n'a pas d'équivalent direct en français. Il fait référence à la figure / ground perception (« perception figure / fond »), mais aussi au sens général du verbe to ground (fonder, baser, asseoir, et même « mettre à la terre » dans le domaine de l'électricité). Il semble proche de la notion d'« ancrage situationnel ». Il s'agit de l'ensemble des éléments linguistiques qui permettent de rattacher un concept général au « fond » (ground) constitué par les participants (locuteur et destinataire), leur interaction, et le contexte immédiat (notamment spatio-temporel) du discours. Il s'agit d'une fonction sémantique et non d'une catégorie grammaticale.
Langacker donne l'exemple de l'expression « squelettique » girl like boy (litt. fille aimer garçon) qui n'a guère de signification concrète tant qu'on ne l'a pas précisée par des déterminants (the girl likes that boy), des quantificateurs (each girl likes a boy), des indications aspecto-temporelles (a girl will like the boy) ou modales (every girl should like some boy). À défaut de telles connexions, le contenu conceptuel initial ne peut que « flotter » sans attaches dans l'esprit des interlocuteurs.

#### Nature des moyens employés
Les facteurs de grounding, entendus au sens strict, se situent à un niveau d'abstraction élevée et constituent des oppositions épistémiques de base. Ils n'ont pas de référent dans le contexte d'énonciation (des pronoms comme je, tu, des déictiques comme maintenant n'entrent donc pas ici en ligne de compte) et ne constituent pas des facettes particulières des entités conceptuelles dont il est question. La nature grammaticale de ces éléments peut varier d'une langue à l'autre. En anglais, la présence ou non d'un –s ou d'un –ed final (marques de pluriel ou de passé), ou encore d'un auxiliaire modal comme should (« devrait ») sont des facteurs de grounding.

#### Effets du grounding
Le grounding permet d'instancier des types conceptuels, qu'ils soient nominaux ou verbaux. Ainsi le concept général de « chat », qui est un type nominal, est lié à une infinité (un ensemble ouvert) d'instances de chats, réels ou virtuels, présents ou passés (l'existence ou non dans le « monde réel » de l'instance considérée n'entre pas en ligne de compte, c'est à la représentation mentale qu'on s'attache). Le même terme « chat » en français recouvre donc le concept de chat à la fois en tant que type et en tant qu'instance. Conceptuellement, l'instance s'oppose au type en ce qu'elle possède une localisation particulière dans le domaine d'instanciation considéré. Dans le cas de « chat », le domaine en question est d'ordre spatial ; que le locuteur ne sache pas où précisément se trouve tel ou tel chat particulier est sans importance, ce qui compte est que deux chats distincts sont conceptualisés comme occupant (hors toute considération temporelle) deux localisations distinctes dans l'espace.
Appliqué au groupe du nom (nominal grounding), la raison d'être du grounding est surtout l'identification : il dirige l'attention sur un référent particulier parmi tous les candidats possibles (présélectionnés lexicalement). Dans le cadre du prédicat (clausal grounding), au contraire, l'objectif est avant tout de définir le statut de l'évènement en question, donc son existence (sa réalité dans un espace mental particulier).

#### Stratégies degrounding
Concernant le grounding nominal, Langacker distingue deux stratégies principales, généralement utilisées en combinaison par le locuteur : la stratégie déictique (qui peut se réduire à une désignation du doigt par exemple) et la stratégie descriptive, qui permet une sélection de « candidats éligibles » parmi tous les référents possibles d'un terme.

### Structures nominales
La GC considère des « expressions nominales complètes » (full nominal expressions) ou simplement « nominaux » (nominals) sur des critères, non pas syntaxiques, mais sémantiques et fonctionnels, contrairement à la notion traditionnelle de « groupe du nom ». Un nominal « profile » simplement une « chose » (thing), au sens défini dans la GC. Un nominal s'organise habituellement autour d'une « tête lexicale » (lexical head) représentée par un nom, mais ce n'est pas toujours le cas; il peut notamment s'agir d'un pronom (ex: ceux qui ont des puces).
Outre les facteurs de grounding (articles...), un nominal peut comporter des modificateurs (adjectifs, groupes prépositionnels, participes présents et passés, infinitifs). ex. : une petite souris, une chambre avec vue, une table frottée chaque matin, un plat que j'apprécie. On distingue des modificateurs « restrictifs » et « non restrictifs », comme dans :
Le candidat qui mérite vraiment de l'emporter a mené une campagne positive (restrictif, signifiant : celui parmi les candidats qui mérite de l'emporter)
Le candidat, qui mérite vraiment de l'emporter, a mené une campagne positive (non restrictif)
En fonction du contexte, l'article profile, soit le nom seul, soit (plus habituellement) l'expression composée complète.
Le regroupement sémantique des termes à l'intérieur de l'expression n'obéit pas à des règles absolues, et l'interprétation peut dépendre, à l'oral, des pauses ménagées par le locuteur. Ainsi dans l'expression la petite table près de la porte on pourra entendre, soit : (petite table) / (près de la porte), soit : petite (table près de la porte), soit même : petite / table / (près de la porte) [pas clair].

### Structures propositionnelles
Une proposition complète (finite clause) profile une instance – ancrée dans une situation – d'un type de procès. Langacker suggère trois « dimensions » principales de l'organisation des structures propositionnelles (clause structures) : le rôle des référents nominaux dans le procès, l'existence de types propositionnels fondamentaux, et la relation entre les propositions et le discours. La structure générale des propositions est fondée sur l'expérience humaine, et peut s'inscrire dans quelques archétypes, qui fonctionnent comme des prototypes, notamment :
- la notion d'un contexte global et d'un nombre quelconque de participants (actifs ou non), plus petits et mobiles ;
- le « modèle de la bille de billard », prolongé par celui de la « chaîne d'actions » ;
- les « rôles archétypiques » (agent, patient, instrument, expérienceur, déplaceur, participant-zéro)[15] ;
- le « modèle de la scène » (la scène est le locus de l'action, certains éléments présents sur scène reçoivent le focus) ;
- les actes de langage fondamentaux (assertion, injonction, interrogation, promesse) ;
- l'archétype de la situation de communication (deux interlocuteurs en présence, utilisant un même langage pour décrire des évènements survenant dans le monde qui les entoure).

Certains types de propositions sont plus susceptibles que d'autres de « coder » certaines catégories d'occurrences, et fonctionnent donc comme des prototypes à leur égard (ex : la proposition transitive dans Floyd a brisé le verre, qui est une instance du modèle évènementiel canonique). Prototypiquement donc, l'agent correspond au sujet, et le patient à l'objet, mais en pratique, la structure s'adapte aux objectifs descriptifs et communicatifs du locuteur (diathèse, etc.) : selon Langacker, le sujet correspond conceptuellement au trajecteur, l'objet au repère (landmark).